# Konarzewo (Gryfice)
Pour les articles homonymes, voir Konarzewo.
Konarzewo est une localité polonaise de la gmina rurale de Karnice, située dans le powiat de Gryfice en voïvodie de Poméranie-Occidentale. Elle se situe à environ 17 km au nord-ouest de la ville de Gryfice et 76 km au nord-est de la capitale régionale Szczecin.

## Géographie

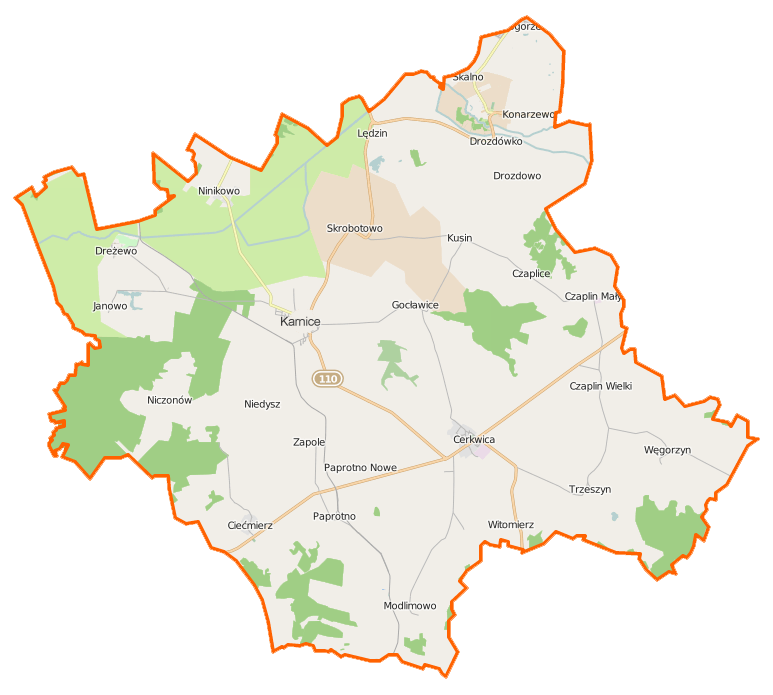
Carte de la gmina de Karnice.

## Histoire
De 1637 à 1945, Kirchhagen fait partie de l'arrondissement de Greifenberg-en-Poméranie au sein de la province de Poméranie.